# Pudo ser tan fácil

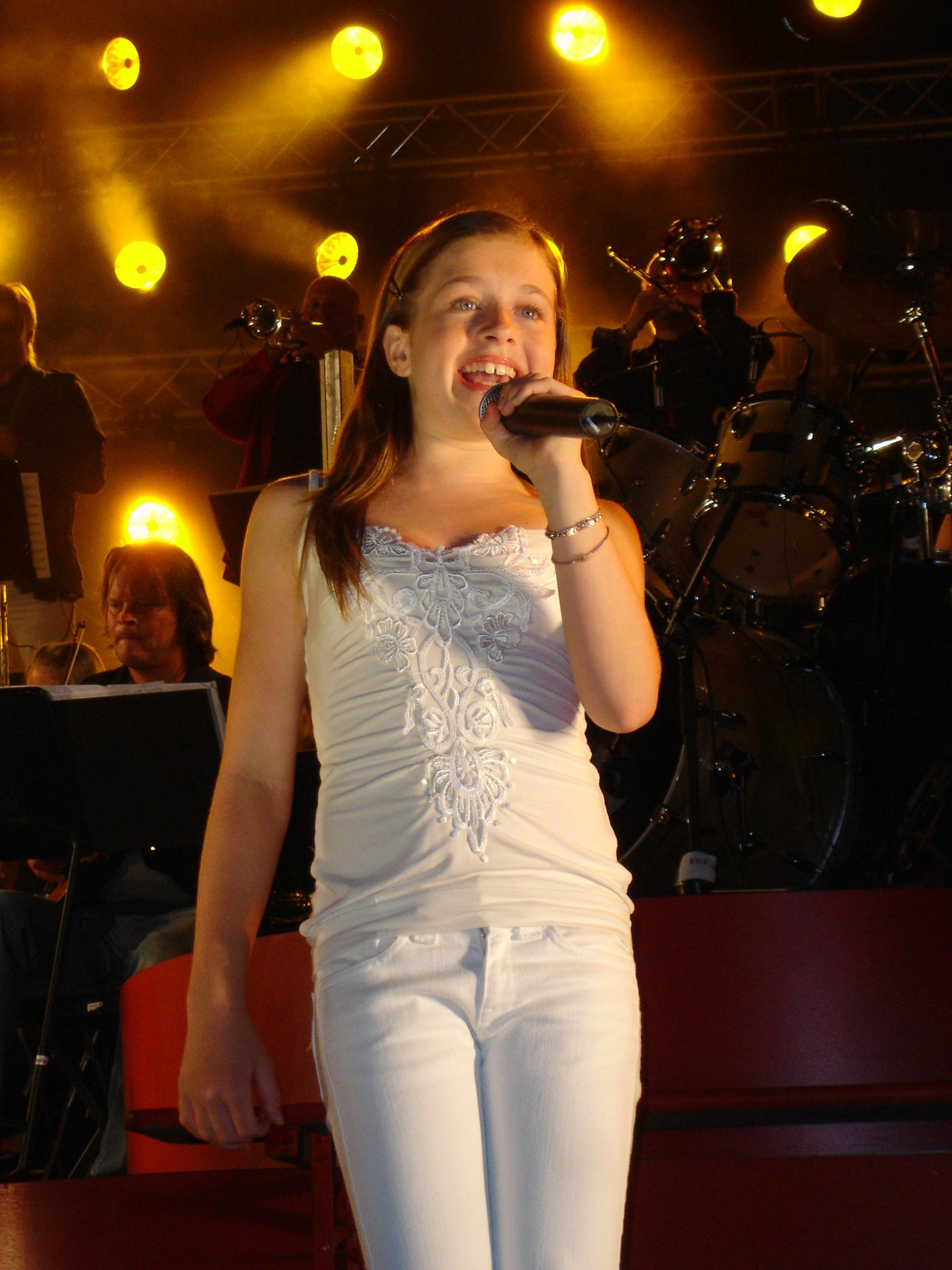
Amy Diamond tiene una versión en inglés.

«Pudo Ser Tan Fácil» es la octava pista del álbum Utopía de la cantante española Belinda. 
La canción habla de una muchacha que esta decepcionada del amor, y que dice que un hombre orgulloso y malo la ha hecho tan infeliz.
La canción apareció como tema en la teleserie chilena Vivir con 10, haciéndose mediáticamente conocida en ese país, además de otros países como Venezuela y Colombia.
Existe una versión en inglés de la canción llamada "Takes One To Know One" (traducido al español como Mira quien habla), original de la cantante Jorun Stiansen de su disco debut Unstable, y posteriormente grabada por Amy Diamond en el 2007 para su álbum Music in Motion, y que Belinda grabó posteriormente para la reedición Utopía 2.